# Sem Hartz

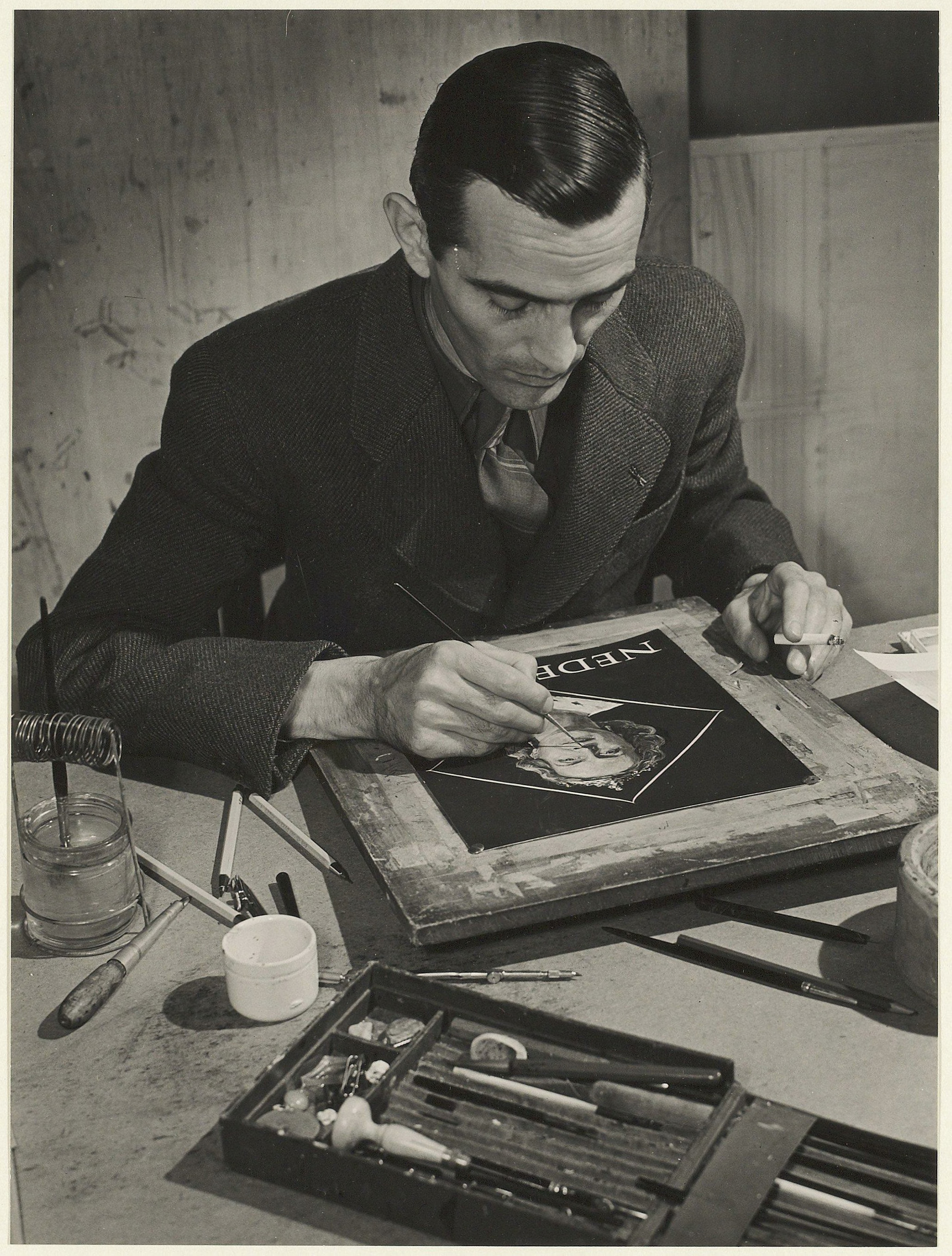
Sem Hartz met een postzegelontwerp, 1948.

Samuel Louis (Sem) Hartz (Leiden, 28 januari 1912 - Haarlem, 25 oktober 1995) was een internationaal bekend graficus en grafisch ontwerper.

## Levensloop

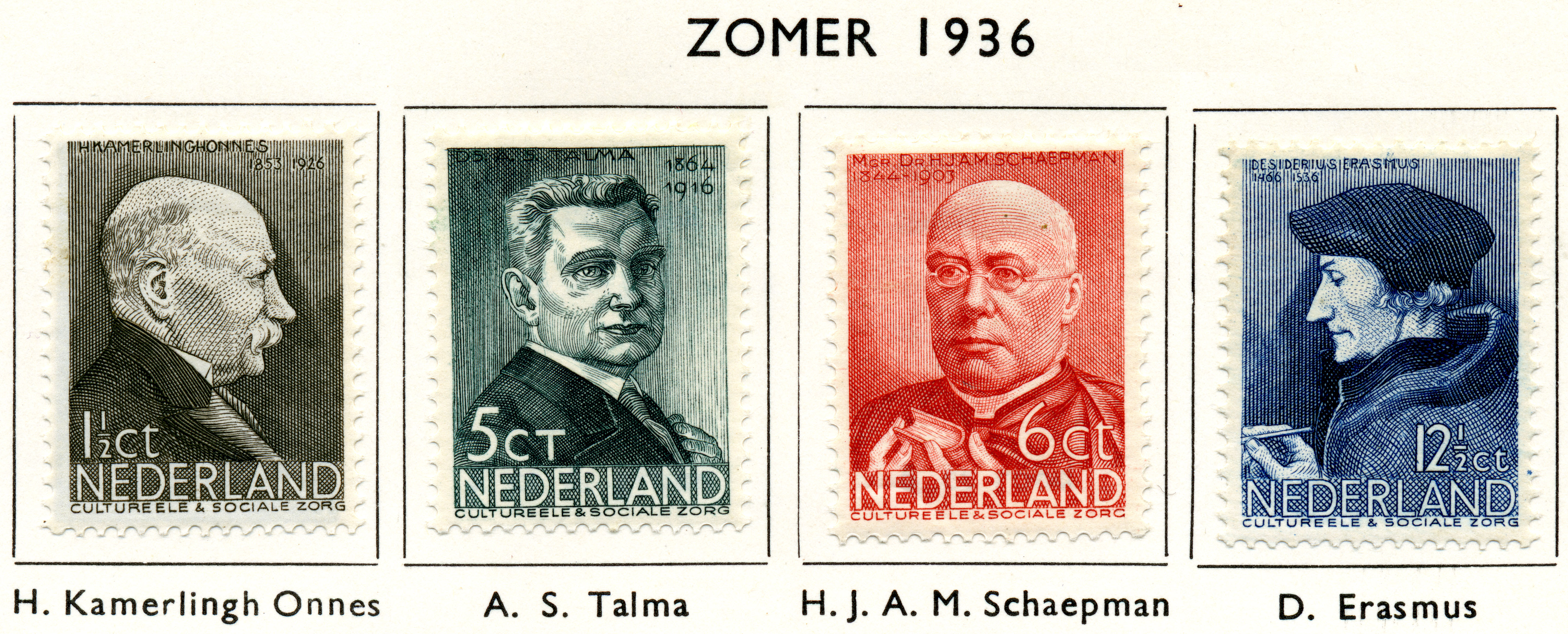
Postzegels 1936, ontworpen door Hartz

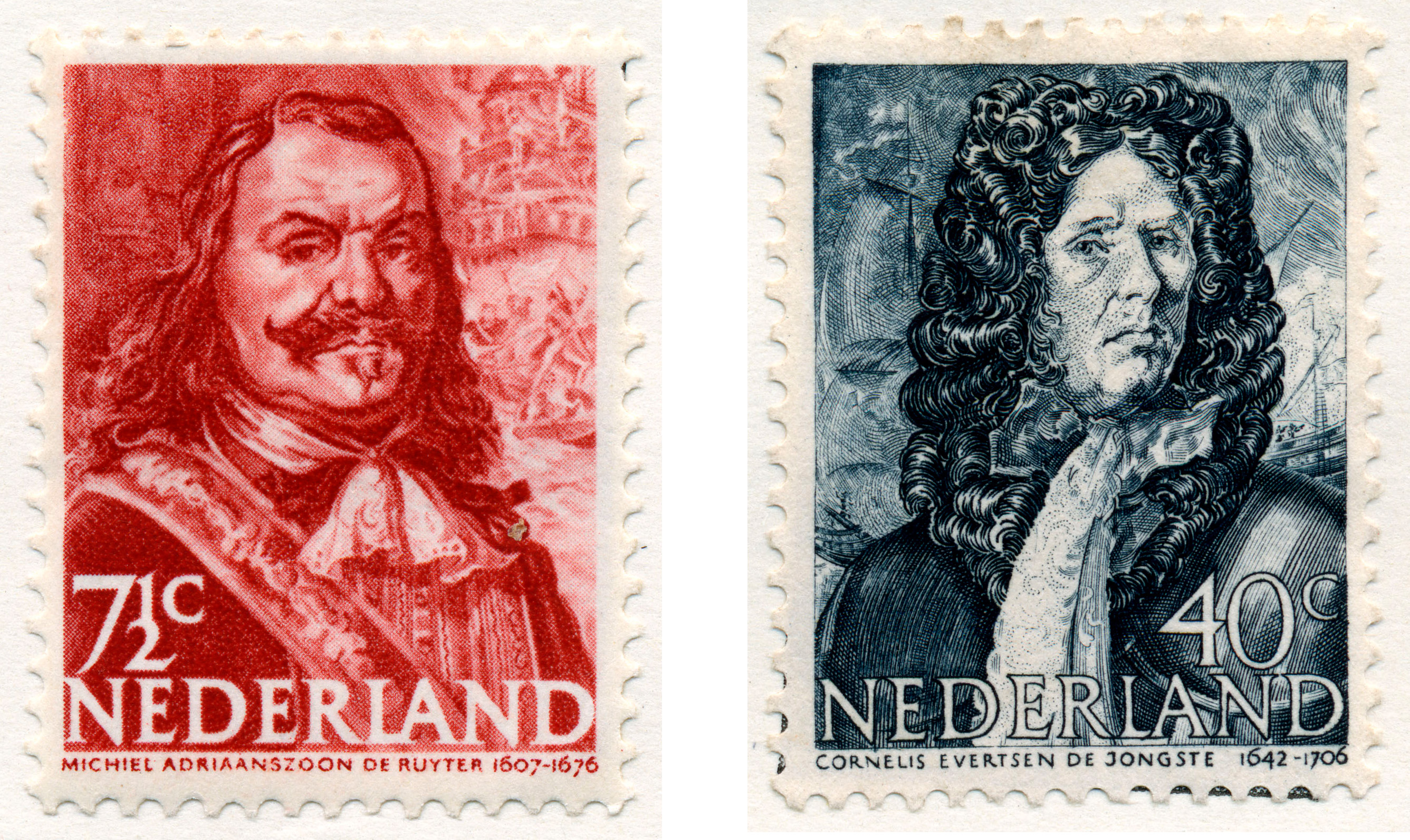
Postzegels 1943, ontworpen door Hartz

Hartz groeide op in een liberaal-joods milieu; zijn vader was de portretschilder Louis Jacob Hartz. Hij studeerde aan de Rijksacademie voor Beeldende Kunsten in Amsterdam en werkte vanaf 1936 bijna zijn hele leven bij Joh. Enschedé. Voor deze Haarlemse grafische onderneming zou hij onder meer postzegels en bankbiljetten ontwerpen en graveren. Hij was een jongere collega van Jan van Krimpen en werd goed met hem bevriend.
Tijdens de Tweede Wereldoorlog maakte Hartz deel uit van het team ontwerpers die de zeeheldenpostzegels van de PTT ontwikkelden. Hartz kreeg het ontwerp van de zegels met Michiel de Ruyter, Willem Joseph van Ghent, Cornelis Evertsen de Jongste en Tjerk Hiddes de Vries toebedeeld. Nadat de Duitse autoriteiten in Nederland bepaalden dat Joodse ontwerpers niet langer in dienst mochten zijn van de PTT besloot het hoofdbestuur om in het geheim Hartz op een onderduikadres aan het ontwerp verder te laten werken. Door dat hij regelmatig van onderduikadres moest wisselen ontwierp hij alleen nog maar de zegels met De Ruyter en Evertsen de Jongste.
In de periode dat Hartz was ondergedoken gebruikte hij de tijd onder andere om punches te snijden voor een lettertype, de Emergo, die later door Enschedé in productie werd genomen.
Voor de Engelse firma Linotype ontwierp hij de succesvolle drukletter Juliana (1958). Daarnaast had hij een eigen pers, de Tuinwijkpers, waarop hij als hobby bibliofiel drukwerk produceerde. De huisletter van deze pers was het door Hartz tijdens de bezettingstijd ontworpen lettertype Emergo. Van 1964 tot 1972 werkte Hartz samen met een andere drukker, Cees van Dijk, Van Dijk deed het meeste drukwerk, en Hartz was bijgevolg zeer onthand, toen van Dijk voor zichzelf begon met de Carlinapers. Hartz ging alleen verder en bleef met de Tuinwijkpers actief tot 1986. In dat jaar verhuisde de handpers naar de openbare bibliotheek van Heemstede, waar Hartz de pers nog jarenlang gebruikte tijdens drukdemonstraties.   
Een belangrijk deel van Hartz' persoonlijk archief ging na zijn overlijden naar de Bibliotheek van de Universiteit van Amsterdam. Bij zijn leven had Hartz al een deel van zijn archief, waaronder brieven en ontwerptekeningen, verkocht aan het Haagse Museum Meermanno-Westreenianum. Ook de Tuinwijkpers is na zijn overlijden naar het museum verhuisd.

## Publicaties (keuze)

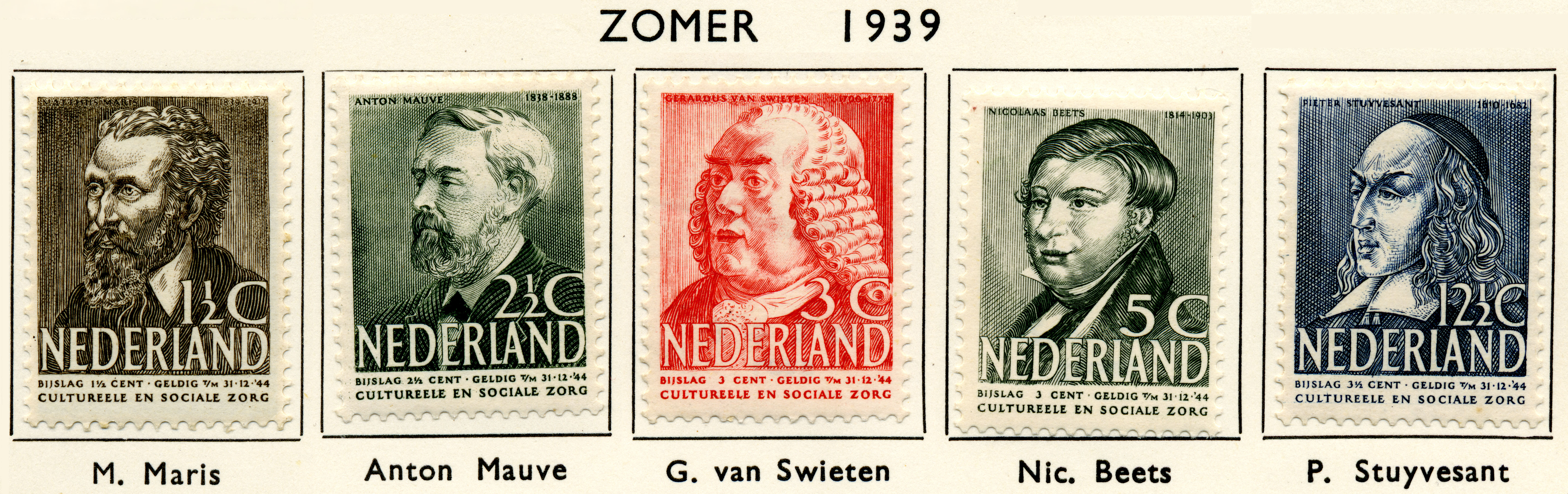
Postzegels 1939

- The Elseviers and their contemporaries: an illustrated commentary (1955)
- Essays (redactie Mathieu Lommen) (1992)